# のみこ
のみこ（2月18日 - ）は、日本の女性歌手。血液型はA型。nomicoとも表記される。代表曲は「Bad Apple!! feat.nomico」「星風のホロスコープ」等。

## 人物
- 芸名である「のみこ」の由来は、一番下の弟（のみこは4人姉弟）の呼び方に由来する。姉が1人、弟が2人いて、上の弟はヴィジュアル系歌手のKayaであり、仲がいい。
- 好きなものは「蜂蜜」。
- 「アキカン!アニメ予習ブック」では「カラフルポップシンガー」として紹介されている。
- アニメやゲームの主題歌等の歌手活動を中心に、声優、コラム執筆など、幅広い分野で活動を展開中（のみこ公式ブログ『はちみつまにあ』から引用）。以前はTABプロダクションに所属していた。

### マスコット的キャラ“のみタヌ”
- 自他ともに認める「動物に例えるとタヌキ」というエピソードから生まれたアイコン的キャラクター。タヌキのように、色々なキャラクター、声色に変化（へんげ）出来るシンガーになりたいという目標も含まれている。

## 略歴
2006年、上京後は劇団に所属し、舞台女優として活動していたが、弟のKayaの誘いを受けて同人音楽サークルにボーカリストとして参加する。その後、テレビアニメ『錬金3級 まじかる?ぽか〜ん』のEDテーマ「しちゃいましょう」でランティスからメジャー歌手デビュー。同アニメ作品では声優にも初挑戦する。同年、ファーストアルバム『のみこの実』を発表。2009年には寸劇なども収録された2ndアルバム『のみこのNomical Hystery Hour!』を発表。
2010年、ニコニコ動画でアップされた「Bad Apple!! feat.nomico」の再生回数がニコニコ動画歴代でもトップクラスの再生回数で話題となり、さいたまスーパーアリーナで行われたAnimelo Summer Live 2010 -evolution-に出演。自らを「シンガーソングアクター」と名乗り、劇団での舞台演劇で培った表現力で、萌え系ソングからシリアスナンバーまでジャンルレスに幅広く歌いこなす。
2012年4月、食品衛生責任者を取得。

## ユニット
2007年12月のライブにて真優とライブで共演がきっかけで、ユニットを結成。翌年2008年3月9日に、恵比寿・LIVE GATEで行われた『Happiest Angel Vol.2』 でユニット名をいちご𝄞はちみつと発表した。ユニットのオリジナル曲が4曲程あるが、CD化の予定がなく、ライブでしか聴くことができなかった。
のみこの曲を作詞・作曲・編曲と手がけたHiroとユニットを組み、2007年6月2日に新宿SOUTH TOWER HALLで行われたKaya Private Party「宴 vol.1」にnomico+hiroとしてゲスト参加した。その後、2008年1月14日付けの自身の日記でメランコという正式なユニット名を発表した。その後ozakyもギターで加入した。
nomico+Masayoshi Minoshima名義で2010年のAnimelo Summer Liveに出演。サポートギタリスト川野を加え、「Bad Apple!!」を演奏した。

## ディスコグラフィ

### シングル
| 枚         | 発売日         | タイトル                        | 規格品番   | 備考                                                      | オリコン 最高位 |
| nomico名義 | nomico名義     | nomico名義                      | nomico名義 | nomico名義                                                |                 |
| ---------- | -------------- | ------------------------------- | ---------- | --------------------------------------------------------- | --------------- |
| 1st        | 時期不明       | のみこの空                      |            |                                                           |                 |
| 2nd        | 2004年12月31日 | イヴ・クラインの蒼              |            |                                                           |                 |
| 3rd        | 2005年         | EARLYDAYS                       |            |                                                           |                 |
| のみこ名義 |                |                                 |            |                                                           |                 |
| 1st        | 2007年8月22日  | スキップ!                       | LACM-4399  | テレビアニメ『もえたん』エンディングテーマ                | 82位            |
| 2nd        | 2007年9月26日  | 女の子ファンタジー              | LACM-4432  | PCゲーム『ね〜PON?×らいPON!』オープニングテーマ           | 181位           |
| 3rd        | 2008年1月25日  | FOR YOUR YELL                   | LACM-4461  | PCゲーム『ノストラダムスに聞いてみろ♪』オープニングテーマ | 177位           |
| 4th        | 2008年3月14日  | ミラクル☆ハニー                 | TK-007     | 実弟であり耽美歌手のKayaプロデュースによるシングル        |                 |
| 5th        | 2009年3月25日  | 恋空リサイクリング              | LACM-4561  | テレビアニメ『アキカン!』エンディングテーマ               | 152位           |
| ※          | 2010年12月29日 | 星空へ架かる橋/広がる夜空の下で |            | PCゲーム『星空へ架かる橋』オープニングテーマ              |                 |
| 6th        | 2011年1月26日  | ランドセリング☆                 | LASM-4093  | テレビアニメ『みつどもえ 増量中!』エンディングテーマ      | 92位            |
| 7th        | 2011年5月25日  | 星風のホロスコープ              | PCCG-70105 | テレビアニメ『星空へ架かる橋』オープニングテーマ          | 41位            |
| ※          | 2012年06月29日 | 4SEASONs/星空のいま             |            | PCゲーム『星空へ架かる橋AA』オープニングテーマ            |                 |

### アルバム
| 枚         | 発売日         | タイトル                      | 規格品番   | オリコン 最高位 |
| nomico名義 | nomico名義     | nomico名義                    | nomico名義 | nomico名義      |
| ---------- | -------------- | ----------------------------- | ---------- | --------------- |
| 1st        | 2004年8月15日  | のみこの大空                  |            |                 |
| のみこ名義 |                |                               |            |                 |
| 1st        | 2006年12月21日 | のみこの実                    | LHCA-5059  |                 |
| 2nd        | 2009年6月24日  | のみこのNomical Hystery Hour! | LHCA-5102  |                 |

### コンピレーション・音楽CD
| 発売日   | 商品名                                                                   | 歌 | 楽曲 | 備考                                                                    |
| 時期不明 | 時期不明                                                                 | 時期不明 | 時期不明 | 時期不明                                                                |
| -------- | ------------------------------------------------------------------------ | --- | --- | ----------------------------------------------------------------------- |
| ？       | Rumble tuned                                                             | nomico | 「Blue Summer」 「With You」                                                                                               |                                                                         |
| 2005年   |                                                                          | | |                                                                         |
| ？       | ドラマCDセット「reminiscence」                                           | nomico | 「Spiral Spring」 | ドラマCD『はるのあしおと「morningglory and sunflower.」』イメージソング |
| ？       | ドラマCDセット「reminiscence」                                           | nomico | 「hollyhock」 | ドラマCD『Wind「想い出ダイアリー」』イメージソング                      |
| 12月21日 | 俺フェチ ドラマCD『くっちー、気をつければ？』っの巻                      | のみこ | 「フェチ☆オーレッ!」 | ドラマCD『俺フェチ』                                                    |
| 2006年   |                                                                          | | |                                                                         |
| 5月24日  | しちゃいましょう（LACA-5517）                                            | のみこ | 「しちゃいましょう sensuous」 「しちゃいましょう predator」 「しちゃいましょう suggestive」 「しちゃいましょう devoted」   | テレビアニメ『錬金3級 まじかる?ぽか〜ん』エンディング                   |
| 6月21日  | 姫様ご用心 オリジナルサウンドトラック ひめごこち                         | のみこ | 「美少女戦士キューピーマミー」                                                                                             | テレビアニメ『姫様ご用心』第5話挿入歌                                   |
| 7月26日  | TVアニメ「錬金3級 まじかる?ぽか〜ん」オリジナルサウンドトラック          | ケイミィ（のみこ） | 「しちゃいましょう invisible」                                                                                             | テレビアニメ『錬金3級 まじかる?ぽか〜ん』                               |
| 8月13日  | BLUE NOTE                                                                | nomico | 「Crystallize Silver feat.nomico」 「Shanhai Alice in 1884 feat.nomico」                                                   |                                                                         |
| 8月13日  | BLUE NOTE                                                                | ayaka* x nomico | 「Ancient Temple feat.ayaka* x nomico」 「Japanese Dream... feat.nomico x ayaka*」                                         |                                                                         |
| 12月6日  | TVアニメ『くじびき♥アンバランス』オリジナルサウンドトラック              | 小袋あのね（のみこ） | 「LOVE! YES☆NO〜はてしない愛で」                                                                                           | テレビアニメ『くじびき♥アンバランス』関連曲                             |
| 12月31日 | The Garnet Star                                                          | nomico | 「Maple Wizen」 |                                                                         |
| 12月31日 | Blue Constellations                                                      | nomico | 「Maple Wizen(Crosswize Remix)」                                                                                           |                                                                         |
| 2007年   |                                                                          | | |                                                                         |
| 3月20日  | The Last Judgement                                                       | nomico | 「The Last Judgement」 |                                                                         |
| 3月20日  | Lovelight                                                                | nomico | 「Bad Apple!! feat.nomico」                                                                                                |                                                                         |
| 8月17日  | Dolls                                                                    | nomico | 「Dreaming」 「Infinite Being」 「The Last Judgement(Tsukasa Bootleg Remix)」 「Bad Apple!!(Graph Tech Mix)」              |                                                                         |
| 11月21日 | Yuria2                                                                   | YURIA feat.のみこ | 「晴天の虹」（コーラス参加）                                                                                               | PS2ゲーム『片神名〜喪われた因果律〜』オープニングテーマ                 |
| 12月31日 | Harmony                                                                  | nomico | 「Alice Maestera」 「Maple Wizen(2007AW Re-Mastered)」 「Suwa Foughten Field」                                             |                                                                         |
| 12月31日 | THE CLEAR BLUE SKY                                                       | nomico | 「Colours of Sorrow」 |                                                                         |
| 2008年   |                                                                          | | |                                                                         |
| 5月25日  | EXSERENS                                                                 | nomico | 「Bad Apple!!」 「Crystalize Silver」 「Dreaming」 「Shanhai Alice in 1884」 「Alice Maestera」 「The Last Judgement」     |                                                                         |
| 12月25日 | SONGS FROM âge 2                                                         | のみこ | 「ビバビパーティー」 | PCゲーム『ぴこぴこ〜恋する気持の眠る場所〜』オープニングテーマ          |
| 2009年   |                                                                          | | |                                                                         |
| 2月25日  | 俺たちに翼はない ORIGINAL SOUND TRACK                                    | のみこ | 「Eternal sky」 | PCゲーム『俺たちに翼はない』羽田鷹志（タカシ）編エンディングテーマ      |
| 9月9日   | Lantis 10th anniversary Best 090926                                      | のみこ | 「しちゃいましょう」 | テレビアニメ『錬金3級 まじかる?ぽか〜ん』エンディングテーマ             |
| 9月16日  | PCゲーム「夏いろペンギン」オリジナルソングシングル                       | のみこ | 「カラフル」 | PCゲーム『夏いろペンギン』エンディングテーマ                            |
| 12月9日  | 俺たちに翼はない ドラマCD 2nd season イメージソングアルバム              | のみこ | 「恋の運命」 | PCゲーム『俺たちに翼はない』イメージソング                              |
| 2010年   |                                                                          | | |                                                                         |
| 5月26日  | リプル☆リプル Twinkle Show!                                              | リプル（のみこ） | 「RIPPLE+リプル!（more POP!）」 「リプルリプル☆Twinkle Show!」 「しすぎました。」 「RIPPLE+リプル（e-motion）」            | 漫画『PC少女 リプルぷらす』イメージソング                               |
| 11月3日  | 刀語 第八巻 微刀・釵 特典CD                                              | のみこ | 「からくり眠り談」 | テレビアニメ『刀語』第8話エンディングテーマ                             |
| 12月31日 | Third Ensemble:Bleu                                                      | nomico | 「Illusion」 |                                                                         |
| 12月31日 | Third Ensemble:Noir                                                      | nomico | 「Dream War」 |                                                                         |
| 2011年   |                                                                          | | |                                                                         |
| 8月13日  | 日出国愚者、到東彼方〜暗闇如現、白陽炎如去〜                             | のみこ | 「咲き乱れよ 命のように」                                                                                                  |                                                                         |
| 2012年   |                                                                          | | |                                                                         |
| 5月27日  | 月隠夜亡者、渡遥彼岸〜悲哀如咲、紅幻影如散〜                             | のみこ | 「Spiral corridor」 |                                                                         |
| 6月29日  | ×××な彼女が田舎生活を満喫するヒミツの方法 初回特典主題歌マキシシングルCD | のみこ | 「夏恋エスカレーション」                                                                                                   | PCゲーム『×××な彼女が田舎生活を満喫するヒミツの方法』オープニングテーマ |
| 8月11日  | 火宴踊稀者、祈災禍終〜極渦如流、黒花弁如廻〜                             | のみこ | 「」 |                                                                         |
| 12月     | 不明                                                                     | のみこ | 「月光のラビリンス」 |                                                                         |
| 12月     | 不明                                                                     | のみこ | 「不明」 | 『アニメON!』テーマソングカバー                                         |
| 2013年   |                                                                          | | |                                                                         |
| 4月13日  | MIRACLEHAPPY                                                             | のみこ、真優 | 「もも色のあまやどり」 「サクラフロート」 「春よ、来い」 「サクラサクミライコイユメ」 「4月の雪」 「優しさに包まれたなら」 |                                                                         |
| 4月29日  | MiracleHappy                                                             | のみこ、真優 | 「MiracleHappy」 「アクアシップブルー」 「ムテキラ☆彡」 「ミルキーウェイな片想い☆」                                        |                                                                         |
| 20？？年 |                                                                          | | |                                                                         |
|          | MiracleHappy〜Acoustic Special CD〜                                      | のみこ、真優 | 「MiracleHappy」 「サクラフロート」 「巡る季節の折に」                                                                     |                                                                         |
| 2016年   |                                                                          | | |                                                                         |
| 12月29日 | IGNITION DANCEHALL                                                       | nomico | 「Don't Lose」 |                                                                         |
| 12月29日 | Endless Acceleration -Amateras Records Remixes Vol.4-                    | nomico | 「Alice Maestera [Tracy Remix Extended Ver.]」                                                                             |                                                                         |
| 2023年   |                                                                          | | |                                                                         |
| 2月15日  | 逆境☆不惑☆フラクション/ レッツゴー・マイ・ハウス!!!                      | 橋本みゆき、榊原ゆい、Rita with AiRI、Ayumi.、片霧烈火、川村ゆみ、佐咲紗花、Duca、中恵光城、のみこ、美郷あき、yozuca*、rino、riya | 「逆境☆不惑☆フラクション」                                                                                                 | テレビアニメ『犬になったら好きな人に拾われた。』オープニングテーマ      |
| 2月15日  | 逆境☆不惑☆フラクション/ レッツゴー・マイ・ハウス!!!                      | 榊原ゆい with チーム猫（片霧烈火、Duca、のみこ、rino）                                                                            | 「逆境☆不惑☆フラクション 榊原ゆい with チーム猫 ver.」                                                                     |                                                                         |

### 収録CD不明
- PCゲーム『Maximum Magic』オープニングテーマ「Binary Orbit」
- PCゲーム『ラブ☆キス』オープニングテーマ「女の子 REVOLUTION!」

### コメントCD
- Comic Market 71 2006 Winter Edition Lantis & Mellow Head 大入りCD（2006年冬期コミックマーケットのランティスブースで配布されたものにコメントが入っている）

### ライブ映像商品
- Live in TOKYO かぶら2008（2008年8月6日）
- OVERDRIVE NIGHT TOUR LIVE DVD Rock'n'Roll Never Die（2009年3月）
- Live in TOKYO かぶら2009（2009年10月30日）
- Animelo Summer Live 2010 -evolution- 8.28（2011年4月20日）

## 出演

### テレビアニメ
- くじびき♥アンバランス（小袋あのね）
- 錬金3級 まじかる?ぽか〜ん（2006年、ケイミィ、ジュン）

### ドラマCD
- MOON CHILDe DRAMA CD & ORIGINAL SOUND TRACK ANOTHER EDITION（2006年、水原まゆ）
- TVアニメ「錬金3級 まじかる?ぽか〜ん」オリジナルドラマCD（2006年、ケイミィ、ジュン）
- リプル☆リプル Twinkle Show!（2010年、リプル）

### ラジオ
※はインターネット配信。
- アキバチック天国・スーパー（2009年 - 2010年、栃木放送・ランティスウェブラジオ※）
- のみこのNOMICALラヂヲ（2010年 - ？、ランティスウェブラジオ※）

## ライブ活動

### ソロ
| 公演年 | 形態 | タイトル                                               | 公演日・会場                    |
| ------ | ---- | ------------------------------------------------------ | ------------------------------- |
| 2007年 | 単発 | のみこファーストワンマンライブ「のみこのおれいまいり」 | 2月17日、音楽喫茶 茶箱          |
| 2008年 | 単発 | のみこワンマンライブ「ミラクル☆ハニー」                | 全1共演：2月17日、音楽喫茶 茶箱 |
| 2008年 | 単発 | のみこ アコースティックワンマンライブ「NOMIACO vol.1」 | 11月22日、音楽喫茶 茶箱         |
| 2011年 | 単発 | のみこのNomical TV Show!                               | 2-27日、サラヴァ東京            |

### ライブイベント
| 公演年 | 形態           | タイトル                                                                       | 公演日・会場                               |
| ------ | -------------- | ------------------------------------------------------------------------------ | ------------------------------------------ |
| 2004年 | ゲスト出演     | club A/G クラブイベント内でゲストライブ出演（音楽喫茶茶箱）                    | 8月21日                                    |
| 2004年 | ゲスト出演     | LINEAR04 クラブイベント内でライブ出演                                          | 9月11日                                    |
| 2004年 | ゲスト出演     | LINEAR05 クラブイベント内でライブ出演                                          | 12月11日                                   |
| 2005年 | ゲスト出演     | LINEAR06 クラブイベント内でライブ出演                                          | 2月19日                                    |
| 2005年 | ゲスト出演     | LINEAR07 クラブイベント内でライブ出演                                          | 4月30日                                    |
| 2005年 | ゲスト出演     | コミックマーケット68 minoriブース内でライブ 「LOOPCUBE/nomico ミニ歌う会」出演 | 8月14日                                    |
| 2008年 | ゲスト出演     | Live in TOKYO かぶら2008                                                       | 全1公演：4月27日、                         |
| 2008年 | ゲスト出演     | OVERDRIVE NIGHT TOUR 2008-2009                                                 | 全1公演：12月27日、Shibuya O-EAST          |
| 2009年 | ゲスト出演     | Live in TOKYO かぶら2009                                                       | 全1公演：5月4日、                          |
| 2010年 | ゲスト出演     | Animelo Summer Live 2010 -evolution-                                           | 全1公演：8月28日、さいたまスーパーアリーナ |
| 2010年 | ゲスト出演     | Navel Live ABURA "あぶら"                                                      | 全1公演：9月19日、                         |
| 2013年 | 秘密ゲスト出演 | ニコニコ超パーティー                                                           | 全1公演：4月28日                           |